# Khaled Mashal
Khaled Mashal (arabisk: خالد مشعل, tr. Khālid Mashʻal, [xaːled maʃʕal] eller Khaled Mashaal, Khaled Meshaal og Khalid Mish'al født 28. maj 1956) er leder for den politisk-militante palæstinensiske Hamas-bevægelse. Han er desuden chef for den syriske del af Hamas' politbureau og bor i Qatar.
Mashal blev født og opvoksede i landsbyen Silwad nord for Ramallah, men flyttede til Jordan i 1967. Han har en bachelorgrad i fysik fra Kuwait University. Under sine studier var han med til at danne den islamistiske Haqq-gruppering, der søgte at udfordre PLO's dominans over Kuwaits organisation for universitetsstuderende. Han blev medlem af Det Muslimske Broderskab i 1971 og blev ved Hamas' oprettelse i 1987 leder af den kuwaitiske gren af organisationen. Han boede derefter i Jordan, til han og resten af Hamas' ledelse blev udvist i august 1999. og opholdt sig i Qatar til han i 2001 flyttede til Damaskus. I februar 2012 forlod han landet, da den syriske borgerkrig blussede op. Det britiske magasin New Statesman placerede i 2010 Mashal som nummer 18 på sin liste over verdens 50 mest indflydelsesrige personer.

## Opvækst og medlemskab af Hamas
Khaled Mashal blev født 28. maj 1956 i landsbyen Silwad nord for Ramallah, der var under jordansk kontrol. Han boede her til Seksdageskrigen og den israelske besættelse af Vestbredden i 1967. Hans far besluttede at flytte familien til Kuwait af økonomiske årsager. Mashal studerede på Kuwait University, hvor han har en bachelorgrad og blev medlem af Det Muslimske Broderskab i 1971.
Under sine studier i Kuwait var han leder af Islamisk Retfærdigheds-listen (qa'imat al-haq al-islamiyya) under valget i 1977 studenterorganisationen General Union of Palestinian Students (GUPS). Valget blev  aflyst, og Mashal oprettede Den Islamiske Liga for Palæstinensiske Studerende (al-rabita al-islamiyya li talabat filastin) i 1980. Han underviste på kuwaitiske skoler fra 1978 til 1984. Mashal blev gift i 1980, har tre døtre og fire sønner.
Mashal boede i Kuwait til den første golfkrig i 1991 og Irak invaderede Kuwait. Han flyttede til Jordan og begyndte sit arbejde for Hamas. Han var medlem af bevægelsens politbureau siden dets oprettelse og blev i 1996 formand for det.

## Attentatforsøg
Khaled Mashal var 25. september 1997 offer for et israelsk attentatforsøg, idet Mossad prøvede at snigmyrde ham efter ordre fra premierminister Benjamin Netanyahu. Mordet var gengældelse for det palæstinensiske selvmordsangreb på Mahane Yehuda-markedet i Jerusalem samme år.
To Mossad-agenter var rejst til Jordan på falske canadiske pas og ventede ved indgangen til Hamas' kontor i Amman, hvor Mashal var chef for den jordanske gren af bevægelsen. Da han gik ind på kontoret, gik den ene af agenterne hen til ham og sprøjtede en hurtigtvirkende gift ind i hans venstre øre.
Umiddelbart efter skred Mashals personlige chauffør og sikkerhedsvagt ind og slog agenten med sin avis. Han forfulgte de to agenter og skrev nummeret ned på den bil, de flygtede i. Han steg endvidere ind i en forbipasserende bil og fulgte efter dem. Agenterne var ikke klar over at de blev forfulgt, standsede deres bil efter ca. 300 meter og efterlod den. Sikkerhedsvagten forfulgte dem stadig og fik, med hjælp fra en civilklædt politibetjent, overmandet og anholdt dem. De to agenter blev eskorteret af betjenten og sikkerhedsvagten kørt til den nærmeste politistation og sat i arresten.
Umiddelbart derefter krævede den jordanske Kong Hussein, at Benjamin Netanyahu skulle udlevere modgiften til den anvendte gift. Netanyahu nægtede først, men da sagen fik større og større politisk betydning skred den amerikanske præsident Bill Clinton ind og forlangte at modgiften blev udleveret. Efter hændelsen beskrev Clinton Netanyahu: "Jeg kan ikke håndtere den mand (Netanyahu) - han er umulig." Chefen for Mossad, Danny Yatom fløj nu til Amman med modgiften til Khaled Mashal.
Mashal fik modgiften, der reddede hans liv. I forhandlingen om udlevering af de to israelske agenter blev en fangeudveksling aftalt: Hamas' grundlægger og åndelige leder Ahmed Yassin samt andre palæstinensiske fanger blev sat fri mod at de jordanske myndigheder løslod agenterne og lod dem vende tilbage til Israel.
Khaled Mashal udtalte efter episoden: "Israelske trusler har én af to effekter: nogle lader sig intimidere mens andre bliver mere målrettede og stålsatte. Jeg tilhører den sidste gruppe."

## Eksil
Hamas blev i 1999 udvist af Jordan, fordi den nye jordanske konge Abdullah anklagede Hamas for at udføre ulovligheder på jordansk jord samt at forsøge at ødelægge den israelsk-jordanske fredsaftale. De jordanske myndigheder arresterede flere af Hamas' topledere bl.a. Mashal og Mousa Abu Marzouk, da de kom til Jordan fra Iran. De blev anklaget for at være medlem af en illegal organisation, for besiddelse af lette våben og håndgranater samt for bedrageri og illegal fund-raising. Mashal blev udvist fra Jordan og slog sig ned i Qatar. I 2001 flyttede han til den syriske hovedstad Damaskus
Da den syriske borgerkrig intensiveredes, forlod Mashal i februar 2012 Syrien og vendte tilbage til Qatar. Hamas distancerede sig fra det syriske regime og lukkede bl.a. sit kontor i Damaskus. Mashal offentliggjorde kort efter sin støtte til den syriske opposition.

## International repræsentant for Hamas
Mashal var udtalt kritiker af Det palæstinensiske selvstyres præsident Yasser Arafat og afviste gentagne gange at følge PA's direktiver om våbenhvile med Israel. Han deltog dog i Arafats begravelse sammen med den saudiske kongefamilie i Cairo 12. november 2004.
Efter Hamas' overraskende jordskredssejr 29. januar 2006 ved de palæstinensiske parlamentsvalg, udtalte Mashal, at Hamas ingen intentioner havde om at nedlægge våbnene. Han erklærede, at Hamas var parat til at "forene de palæstinensiske fraktioners våben - efter palæstinensisk konsensus - og samle en hær som enhver anden uafhængig stat ... en hær, der beskytter vores befolkning mod angreb". 13. februar 2006 udtalte han, at Hamas ville afslutte den væbnede konflikt med Israel, hvis Israel trak sig tilbage til 1967-grænserne og anerkendte palæstinensiske flygtninges ret til at vende tilbage til deres oprindelige hjem.

## Fangeudveksling
Khaled Mashal var bl.a. sammen med Ahmed Jabari involveret i forhandlingerne omkring den israelsk-palæstinensiske fangeudveksling, hvor den tilfangetagne israelske soldat Gilad Shalit blev løsladt i bytte for 1.027 palæstinensiske fanger fra israelske fængsler. Shalit blev kidnappet i det sydlige Israel af en koalition af palæstinensiske paramilitære grupper, bl.a. Hamas, der havde krydset grænsen til israel gennem en underjordisk tunnel nær Kerem Shalom. 10. juli 2006 udtalte Mashal at Shalit var krigsfange og krævede en fangeudveksling. Efter flere års forhandlinger blev Gilad Shalit endelig løsladt 18. oktober 2011 mod frigivelsen af 1.027 palæstinensiske fanger.